# Toa Payoh

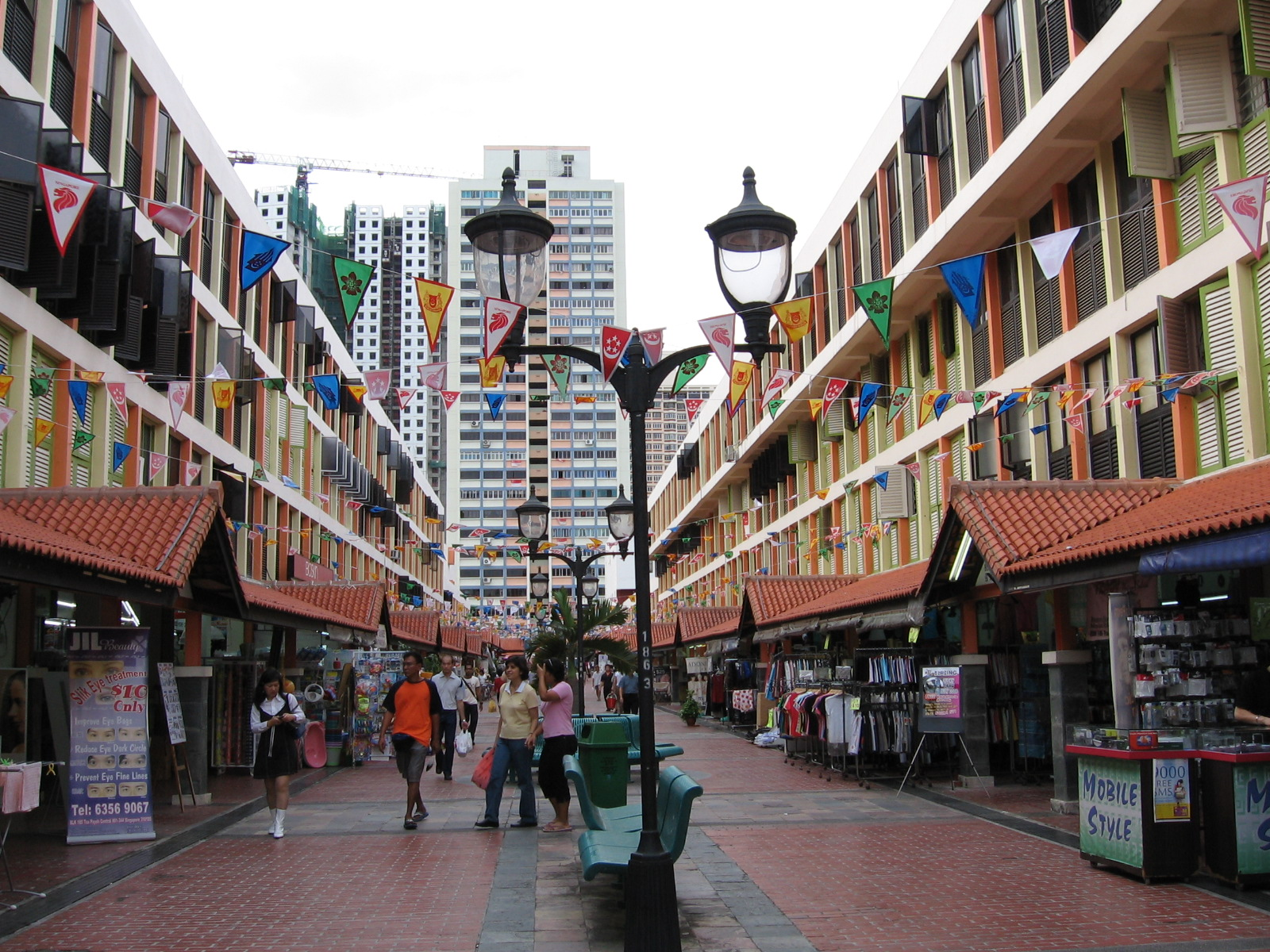
Toa Payoh Town Centre

Toa Payoh (vereinfachtes Chinesisch: 大巴窑; traditionelles Chinesisch: 大巴窯, Tamil: தோ பாயோ) ist ein Planungsgebiet und eine ausgereifte Wohnstadt im nördlichen Teil der Zentralregion von Singapur. Das Planungsgebiet Toa Payoh grenzt im Norden an Bishan und Serangoon, im Nordwesten an das zentrale Wassereinzugsgebiet, im Süden an Kallang, im Südosten an Geylang, im Westen an Novena und im Osten an Hougang. Die Neustadt Toa Payoh befindet sich im östlichen Teil des Planungsgebiets Toa Payoh. Letzteres nimmt eine viel größere Fläche ein und umfasst Landgüter wie Potong Pasir und Bidadari.

## Geschichte
Toa Payoh ist ein ausgedehntes und berüchtigtes Sumpfgebiet. Die meisten Hausbesetzer beschäftigten sich mit der Zucht und Aufzucht von Schweinen. Die anderen waren Straßenhändler, Fabrikarbeiter, Mechaniker oder Haushaltshelfer.
Die Hausbesetzer wurden 1962 aufgrund erhöhter Entschädigungssätze und anderer praktischer Anreize der Regierung ausgezogen. Die Räumungsarbeiten konnten beginnen und die Sanierung begann Anfang 1964. Toa Payoh ist nach Queenstown auch eine zweite neue Stadt, die vom Housing and Development Board gebaut wurde.
Darüber hinaus hatte Königin Elisabeth II. das Gebiet in den Jahren 1972 (Blk 53, Toa Payoh) und 2006 (Blk 7, Toa Payoh Lorong 7) besucht.

## Infrastruktur
Das Stadtzentrum war der erste Prototyp in Singapur. Es ist von getrennten Stadtteilen umgeben, die jeweils über eigene Einkaufsmöglichkeiten und Gemeindezentren verfügen und von einem Netz von Fahrzeugstraßen und großzügigen Freiflächen getrennt sind. Das Ergebnis ist, wie in den englischen Neustädten der 1950er Jahre, dass die Einwohner weniger in die Innenstadt reisen, sondern in ihrer Nachbarschaft einkaufen. Wenn sie reisen, fahren sie mit dem MRT-System, an den MRT-Stationen Toa Payoh und Braddell oder mit öffentlichen Bussen am Toa Payoh Bus Interchange in die Stadt. Es gibt drei Eigentumswohnungen in Toa Payoh, das bemerkenswerte ist Trellis Towers.
Die kommerzielle Entwicklung HDB Hub im Stadtzentrum von Toa Payoh wurde 2002 abgeschlossen. Das Housing and Development Board verlegte seinen Hauptsitz am 10. Juni 2002 von seinen Räumlichkeiten in Bukit Merah in den HDB Hub. Der HDB Hub besteht aus zwei Flügeln, einem Atrium, vier Gewerbebausteine, ein Freizeit- und Lernzentrum und ein dreistöckiger Tiefgaragenparkplatz. Das Gebäude beherbergt auch Singapurs ersten vollklimatisierten Toa Payoh Bus Interchange und integriert ihn in die bestehende MRT-Station Toa Payoh.
Die MRT Station wurde am 7. November 1987 eröffnet. Sie ist die erste Station, die am 5. August 1985 ihren Betrieb aufnahm. Sie ist die erste U-Bahn-Station der Welt, die mit Plattformtüren ausgestattet ist.

### Toa Payoh Town Park
Das Housing and Development Board beschloss, ein großes Gebiet von Toa Payoh für einen Gartenpark, den Toa Payoh Town Garden, zu reservieren, trotz des Drucks auf das Land, hier zu wohnen. Es wurde 1973 fertiggestellt. Das bemerkenswerte Merkmal eines Stadtgartens war ein beliebter Ort für Hochzeitsfotos im Freien.
Der Toa Payoh Town Garden wurde 1999 teilweise geschlossen, um Platz für einen vorübergehenden Busaustausch zu machen. Nachdem der erste integrierte Verkehrsknotenpunkt gebaut worden war, wurde er zusammen mit SAFRA Toa Payoh in Toa Payoh Town Park umbenannt.

## Politik
Die meisten Gebiete von Toa Payoh befinden sich im Wahlkreis der Bishan-Toa Payoh GRC, mit Ausnahme eines Teils von Lorong 8 Toa Payoh, der sich im Wahlkreis Potong Pasir befindet. Der Abschnitt, der Teil des Bishan-Toa Payoh GRC ist, ist in drei Abteilungen unterteilt, hauptsächlich Toa Payoh Central, Toa Payoh East-Novena und Toa Payoh West-Balestier. Mitglieder des Parlaments sind Verteidigungsminister Ng Eng Hen, Saktiandi Supaat und Chee Hong Tat von der People’s Action Party, der Regierungspartei von Singapur. Der Abgeordnete von Potong Pasir SMC ist Sitoh Yih Pin von der People’s Action Party. Vor 1988 gab es viele Wahlkreise rund um Toa Payoh. Dazu gehören Boon Teck, Khe Bong, Kim Keat und Kuo Chuan, als die umliegenden Gebiete bis 1976 entwickelt wurden. Sie wurden 1988 zu Toa Payoh GRC gegründet, bevor sie 1997 durch das derzeitige GRC ersetzt wurden.